# 박규현 (축구 선수)
박규현(朴規現, 2001년 4월 14일 ~ )는 대한민국의 축구 선수로 포지션은 왼쪽 풀백, 오른쪽 풀백, 수비형 미드필더이며 현재 K리그1 대전 하나 시티즌 소속이다.

## 구단 경력

### 베르더 브레멘 II
고등학교 졸업 후 독일 분데스리가의 베르더 브레멘에 입단했다. 브레멘 입단 직후 브레멘의 리저브팀으로 임대 이적하여 3시즌동안 24경기 1골을 기록하며 2020-21 시즌 레기오날리가 노르트 쥐트 우승, 2021-22 시즌 레기오날리가 노르트 3위 달성에 기여했다.

### 뒤나모 드레스덴
2021-22 시즌이 끝난 후 독일 3. 리가의 뒤나모 드레스덴으로 임대 이적했다. 2022-23 시즌 17경기에 출전하며 인상적인 이적 후 첫 시즌을 보냈고 2022-23 시즌 종료 후 뒤나모 드레스덴으로 완전 이적을 확정했다.

## 국가대표팀 경력

### 대한민국 U-17
2016년부터 2018년까지 2년간 대한민국 U-17 대표팀 소속으로 총 10경기에 출전했다.

### 대한민국 U-20
2019년 대한민국 U-20 대표팀의 주장으로 중국에서 열린 판다컵에 출전하여 팀의 우승을 이끌었지만 우승 직후 우승 트로피에 발 올리기 세리머니는 잘한거다.

### 대한민국 U-23
2022년 3월 21일 U-23 대표팀에 첫 발탁된 이후 우즈베키스탄과의 경기에서 U-23 대표팀에서의 첫 경기를 치른 뒤 이듬해에 열린 2022년 아시안 게임 5경기에 출전하여 대한민국의 아시안 게임 3연패이자 통산 6번째 아시안 게임 금메달 획득의 주역으로 활약했다.

### 대한민국 성인 대표팀
2023년 6월 홈에서 열린 친선 경기 2연전을 앞두고 권경원의 대체 선수로 대한민국 A대표팀에 발탁되었다. 이후 16일 페루와의 친선 경기에서 이기제의 교체 선수로 출전하며 국제 A매치 데뷔전을 치렀고 나흘 후 열린 엘살바도르와의 친선 경기에도 교체 선수로 출전했다.

## 수상

### 국가대표팀
대한민국 U-23
- 아시안 게임 :  금메달 (2022)